# Copa América Femenina 2018
La Copa América Femenina 2018 si è disputata dal 4 al 22 aprile 2018 per la prima volta assoluta in Cile.
Il torneo è stato vinto per la settima volta dal Brasile davanti ai padroni di casa del  Cile, Argentina e la Colombia. Le prime due classificate si aggiudicano l'accesso diretto al Campionato mondiale femminile di calcio 2019 mentre la terza allo spareggio con la quarta del CONCACAF Women's Championship 2018 oltre che le Olimpiadi di Tokyo 2020, in aggiunta la terza e quarta si qualificarono anche ai XVIII Giochi panamericani in Perù.

## Partecipanti
Partecipano al torneo le rappresentative delle 10 associazioni nazionali affiliate alla Confederación sudamericana de Fútbol (CONMEBOL): 
| - Argentina - Bolivia - Brasile - Cile - Colombia |  | - Ecuador - Paraguay - Perù - Uruguay - Venezuela |

## Città e Stadi
Il 25 ottobre 2017 vengono annunciate 3 città per ospitare il torneo nella Regione di Coquimbo ma il 28 marzo 2018 la città di Ovalle rifiuta la sua partecipazione dello Estadio Diaguita quindi le gare vengono trasferite a La Serena e Coquimbo rispettivamente: 
| Città     | Stadio                             | Posti  |
| --------- | ---------------------------------- | ------ |
| La Serena | Estadio La Portada                 | 18 243 |
| Coquimbo  | Estadio Francisco Sánchez Rumoroso | 18 750 |

## Fase a gironi

### Gruppo A

#### Classifica
| Pos. | Squadra  | Pt | G | V | N | P | GF | GS | DR  |
| ---- | -------- | -- | - | - | - | - | -- | -- | --- |
| 1.   | Colombia | 10 | 4 | 3 | 1 | 0 | 16 | 2  | +14 |
| 2.   | Cile     | 8  | 4 | 2 | 2 | 0 | 8  | 2  | +6  |
| 3.   | Paraguay | 7  | 4 | 2 | 1 | 1 | 7  | 7  | 0   |
| 4.   | Uruguay  | 1  | 4 | 0 | 1 | 3 | 2  | 11 | -9  |
| 5.   | Perù     | 1  | 4 | 0 | 1 | 3 | 1  | 12 | -11 |

#### Risultati
| Arbitro: | Emikar Calderas |

|                                                                 |           |  |
| Usme 2’, 45+1’, 57’, 90+2’ Montoya 17’ Rincón 43’ Echeverri 58’ | Marcatori |  |

| Arbitro: | Susana Corella |

|          |           |                |
| Aedo 62’ | Marcatori | 53’ Villamayor |

| Arbitro: | Sirley Cornejo |

|                                       |           |  |
| Peña 70 J. Martínez 84’ Peralta 90+3’ | Marcatori |  |

| Arbitro: | Edina Alves |

|          |           |          |
| Sáez 79’ | Marcatori | 49’ Usme |

| Arbitro: | Salomé di Iorio |

|            |           |                 |
| Badell 58’ | Marcatori | 37’ G. Martínez |

| Arbitro: | María Laura Fortunato |

|                                          |           |               |
| Usme 41’, 56’, 65’ Ospina 70’ Santos 81’ | Marcatori | 90+2’ Cortaza |

| Arbitro: | Sirley Cornejo |

|                                   |           |  |
| Usme 23’ Santos 54’ Echeverri 83’ | Marcatori |  |

| Arbitro: | María Laura Fortunato |

|           |           |  |
| Rojas 79’ | Marcatori |  |

| Arbitro: | Edina Alves |

|                               |           |            |
| J. Martínez 36’ Peralta 90+2’ | Marcatori | 1’ Ramírez |

| Arbitro: | Emikar Calderas |

|  |           |                                            |
|  | Marcatori | 28’, 65’ Aedo 38’ López 62’ Lara 85’ Rojas |

### Gruppo B

#### Classifica
| Pos. | Squadra   | Pt | G | V | N | P | GF | GS | DR  |
| ---- | --------- | -- | - | - | - | - | -- | -- | --- |
| 1.   | Brasile   | 12 | 4 | 4 | 0 | 0 | 22 | 1  | +21 |
| 2.   | Argentina | 9  | 4 | 3 | 0 | 1 | 12 | 6  | +6  |
| 3.   | Venezuela | 6  | 4 | 2 | 0 | 2 | 9  | 6  | +3  |
| 4.   | Bolivia   | 3  | 4 | 1 | 0 | 3 | 1  | 18 | -17 |
| 5.   | Ecuador   | 0  | 4 | 0 | 0 | 4 | 3  | 16 | -13 |

#### Risultati
| Arbitro: | Olga Miranda |

|  |           |                 |
|  | Marcatori | 85’ Castellanos |

| Arbitro: | Claudia Umpiérrez |

|                                                    |           |            |
| Bia Zaneratto 17’ Cristiane 57’ (rig.) Débinha 90’ | Marcatori | 54’ Banini |

| Arbitro: | Elizabeth Tintaya |

|                                        |           |  |
| Jaimes 33’ (rig.), 39’ Larroquette 71’ | Marcatori |  |

| Arbitro: | Dione Rissios |

|                                                                                                  |           |  |
| Cristiane 10’, 90+2’ Bia Zaneratto 21’, 81’ Andressinha 48’ Formiga 65’ Rafaelle 70’ Débinha 86’ | Marcatori |  |

| Arbitro: | Claudia Umpiérrez |

|                                                                       |           |  |
| Castellanos 23’, 49’, 55’, 90+3’ (rig.) Viso 63’, 65’, 89’ Altuve 74’ | Marcatori |  |

| Arbitro: | María Victoria Daza |

|                                       |           |                                                                          |
| Vásquez 20’ Rodríguez 37’ Fajardo 76’ | Marcatori | 2’ Banini 8’ Larroquette 10’ Bravo 41’ Jaimes 45’, 85’ (rig.) Bonsegundo |

| Arbitro: | Zulma Quiñónez |

|  |           |                  |
|  | Marcatori | 68’ (rig.) Morón |

| Arbitro: | Olga Miranda |

|                                             |           |  |
| Mônica 10’ Bia Zaneratto 38’, 72’ Marta 82’ | Marcatori |  |

| Arbitro: | Claudia Umpiérrez |

|                                     |           |  |
| Jaimes 44’ (rig.) Banini 61’ (rig.) | Marcatori |  |

| Arbitro: | Elizabeth Tintaya |

|  |           |                                                                              |
|  | Marcatori | 3’, 65’ Érika 17’, 54’ Andressinha 41’ Andressa 80’ Millene 82’ Aline Milene |

## Girone finale
Le gare si sono svolte tra il 16 ed il 22 aprile.

### Classifica
| Pos. | Squadra   | Pt | G | V | N | P | GF | GS | DR |
| ---- | --------- | -- | - | - | - | - | -- | -- | -- |
| 1.   | Brasile   | 9  | 3 | 3 | 0 | 0 | 9  | 1  | +8 |
| 2.   | Cile      | 4  | 3 | 1 | 1 | 1 | 5  | 3  | +2 |
| 3.   | Argentina | 3  | 3 | 1 | 0 | 2 | 3  | 8  | -5 |
| 4.   | Colombia  | 1  | 3 | 0 | 1 | 2 | 1  | 6  | -5 |

#### Risultati
| Arbitro: | Emikar Calderas |

|             |           |                                       |
| Salazar 31’ | Marcatori | 50’ Bonsegundo 66’ Jaimes 70’ Coronel |

| Arbitro: | Olga Miranda |

|                                            |           |           |
| Mônica 21’ Bia Zaneratto 25’ Thaisinha 34’ | Marcatori | 63’ López |

| Arbitro: | Susana Corella |

|                                      |           |  |
| Cristiane 47’ Thaisa 52’ Débinha 78’ | Marcatori |  |

| La Serena 19 aprile 2018 | Colombia          | 0 – 0 referto | Cile | Estadio La Portada\| Arbitro: \| Claudia Umpiérrez \| |
| Arbitro:                 | Claudia Umpiérrez |               |      |                                                       |

| Arbitro: | Emikar Calderas |

|                                                     |           |  |
| Sáez 8’ Hernández 24’ Barroso 40’ (aut.) Lara 90+2’ | Marcatori |  |

| Arbitro: | Sirley Cornejo |

|                                      |           |  |
| Mônica 29’, 71’ Clavijo 45+2’ (aut.) | Marcatori |  |

## Classifica marcatrici
9 reti
- Catalina Usme

6 reti
- Bia Zaneratto

5 reti
- Sole Jaimes
- Deyna Castellanos

4 reti
- Cristiane
- Mônica

3 reti
- Estefanía Banini
- Florencia Bonsegundo
- Andressinha
- Débinha
- Yanara Aedo
- Ysaura Viso

2 reti
- Mariana Larroquette
- Florencia Bonsegundo
- Érika
- Francisca Lara
- Yesenia López
- María José Rojas
- Camila Sáez
- Isabella Echeverri
- Leicy Santos
- Jéssica Martínez
- Amada Peralta

1 reti
- Ruth Bravo
- Mariela Coronel
- Janeth Morón
- Aline Milene
- Andressa
- Formiga
- Marta
- Millene
- Rafaelle
- Thaisinha
- Thaisa
- Maryorie Hernández
- Daniela Montoya
- Diana Ospina
- Yoreli Rincón
- Liana Salazar
- Suany Fajardo
- Ingrid Rodríguez
- Erika Vásquez
- Damia Cortaza
- Liz Peña
- Gloria Villamayor
- Gretta Martínez
- Yamila Badell
- Sindy Ramírez
- Oriana Altuve

2 autoreti
- Agustina Barroso (1, pro Cile)
- Ángela Clavijo (1, pro Brasile)